# Ole Ränge
Ole Jakob Ränge, född 21 januari 1950 i Stockholm, är en svensk skådespelare. 

## Filmografi (urval)
- 1984 – Mannen från Mallorca
- 1986 – Hassel – Anmäld försvunnen
- 1987 – I dag röd (TV-serie)
- 1987 – Hästens öga (TV-serie)
- 1987 – Lysande landning (TV-serie)
- 1987 – Träff i helfigur (TV-serie)
- 1991 – Kopplingen (TV-serie)
- 1991 – Riktiga män bär alltid slips
- 1992 – Blueprint (TV-serie)

## Fotnoter
1. ↑  Libris, Kungliga biblioteket, 26 mars 2018, Libris-URI: 42gjm1vn0kbtvj7, läst: 24 augusti 2018.[källa från Wikidata]